# Otto Versfeld
Otto Versfeld (6 oktober 1955) is een voormalig Nederlands voetballer die als doelman speelde. In het begin van de jaren tachtig was hij doelman bij Helmond Sport.
Met Helmond Sport werd hij in het seizoen 1981/82 kampioen in de Eerste divisie. Hij was op een fractie na de minst gepasseerde doelman in Europa.
De twee daaropvolgende seizoenen speelde hij 54 wedstrijden met Helmond Sport in de Eredivisie.
Zijn bekendheid dankt hij aan de legendarische penalty in drieën die Johan Cruijff samen met Jesper Olsen nam op 5 december 1982. Bij een voorsprong van 1-0 kreeg Ajax een strafschop. Cruijff tikte achteloos breed op Olsen, die terugspeelde waardoor Cruijff de bal simpel langs de naar Olsen uitgelopen Versfeld kon schieten.
In seizoen 1982-1983 won hij de Zilveren Schoen als een-na-beste speler in de eredivisie. Merkwaardig genoeg was hij het seizoen erna niet meer zeker van een basisplaats bij Helmond Sport. In 1984 verdween Versfeld uit het betaald voetbal.
Versfeld werd later taxichauffeur. Ook was hij in de jaren negentig nog enige jaren keeperstrainer bij Helmond Sport.

## Wedstrijdstatistieken
| Seizoen         | Club            | Competitie      | Competitie | Competitie | Beker | Beker | Totaal | Totaal |
| Seizoen         | Club            | Competitie      | Wed.       | Dlp.       | Wed.  | Dlp.  | Wed.   | Dlp.   |
| --------------- | --------------- | --------------- | ---------- | ---------- | ----- | ----- | ------ | ------ |
| 1979/80         | Helmond Sport   | Eerste divisie  | 5          | 0          | 0     | 0     | 5      | 0      |
| 1980/81         | Helmond Sport   | Eerste divisie  | 0          | 0          | 0     | 0     | 0      | 0      |
| 1981/82         | Helmond Sport   | Eerste divisie  | 32         | 0          | 1     | 0     | 33     | 0      |
| 1982/83         | Helmond Sport   | Eredivisie      | 34         | 0          | 2     | 0     | 36     | 0      |
| 1983/84         | Helmond Sport   | Eredivisie      | 20         | 0          | 0     | 0     | 20     | 0      |
| Carrière totaal | Carrière totaal | Carrière totaal | 91         | 0          | 3     | 0     | 94     | 0      |